# Enicospilus pseudoconspersae
Enicospilus pseudoconspersae är en stekelart som först beskrevs av Jinhaku Sonan 1927.  Enicospilus pseudoconspersae ingår i släktet Enicospilus och familjen brokparasitsteklar. Inga underarter finns listade i Catalogue of Life.